# Лехтсе
Ле́хтсе (эст. Lehtse) —  посёлок в волости Тапа уезда Ляэне-Вирумаа, Эстония.

## География и описание
Расположен у железной дороги Таллин—Тапа, в 31 километре от уездного центра — города Раквере. Расстояние до волостного центра — города Тапа — 8 км. Высота над уровнем моря — 93 метра.
Климат умеренный. Официальный язык — эстонский. Почтовый индекс — 73601.

## Население
По данным переписи населения 2021 года, в Лехтсе насчитывалось 376 жителей, из них 348 (92,8 %) — эстонцы.
По состоянию на 1 января 2020 года в посёлке насчитывалось 364 жителя, из них 182 женщины и 182 мужчины; детей в возрасте до 14 лет включительно — 47, лиц пенсионного возраста (65 лет и старше) — 109.
По данным переписи населения 2011 года в посёлке проживали 383 человека, из них 353 (92,2 %) — эстонцы.
Численность населения посёлка Лехтсе по данным  по данным переписей населения СССР и Департамента статистики Эстонии: 
| Год  | 1959 | 1970  | 1979  | 1989  | 2000  | 2011  | 2021  |
| ---- | ---- | ----- | ----- | ----- | ----- | ----- | ----- |
| Чел. | 446  | ↘ 419 | ↗ 645 | ↗ 689 | ↘ 364 | ↘ 346 | ↗ 376 |

## История
Посёлок возник вокруг одноимённой железнодорожной станции в 1920–1930-х годах. Станция получила своё название по названию мызы Лехтс (нем. Lechts, Лехтсе, эст. Lehtse mõis), первые сведения о которой относятся к 1379 году. В 1467 году магистром ордена мыза была передана Гансу фон Лехтесу (Hans von Lechtes) в качестве рыцарской мызы.
В 1780 году на мызе Лехтс было открыто стекольное производство, где некоторое время изготавливали бутылки.
На военно-топографических картах Российской империи (1846–1880 годы), в состав которой входила Эстляндская губерния, мыза обозначена как мз. Лехтсъ.
В конце XIX — начале XX столетия (1868–1919 годы) мызой Лехтс владел барон Фридрих Александр фон Хёнинген-Хюне (Friedrich Alexander von Hoeningen-Huene).
Руины мызы находятся в 3 километрах к северо-востоку от посёлка. Поселение, возникшее в 1920-х годах на землях мызы после её национализации, в 1977 году (кампания по укрупнению деревень) было объединено с деревней Тыыракырве.
В 1936 году государственное акционерное общество «Eesti Turbatööstused» открыло в посёлке Лехтсе производство торфа. Центром торфодобычи стала основанная в том же году деревня Рабасааре. Её построили в 3,5 километрах к северу от Лехтсе.
Первое деревянное здание вокзала было построено в 1878 году. Остановочный пункт назывался полустанком «Ведрука» (по названию расположенной рядом деревни). Вокзальное здание сгорело в 1890 году. Барон Хёнинген-Хюне из Лехтсе финансировал часть проекта новой железнодорожной станции, которая затем также получила название «Лехтсе». Новое здание вокзала было построено в 1895 году, освящено 27 октября 1896 года и сохранилось до наших дней.

## Инфраструктура
В посёлке работают детский сад, основная школа, музыкальная школа Кырвемаа, дом культуры, библиотека, краеведческий музей. Действует приход Эстонского союза приходов евангелических христиан и баптистов.
Основная школа Лехтсе располагается в бывшем господском доме мызы Прууна, в 2 километрах к востоку от посёлка. В 2009/2010 учебном году в ней насчитывалось 49 учеников.

## Известные личности
В посёлке родились: поэтесса Линда Рууд, эстонский военный деятель и политик Артур Сирк, эстонский военный деятель Борис Парм, журналист Роберт Роол, певица Элина Борн.

## Галерея

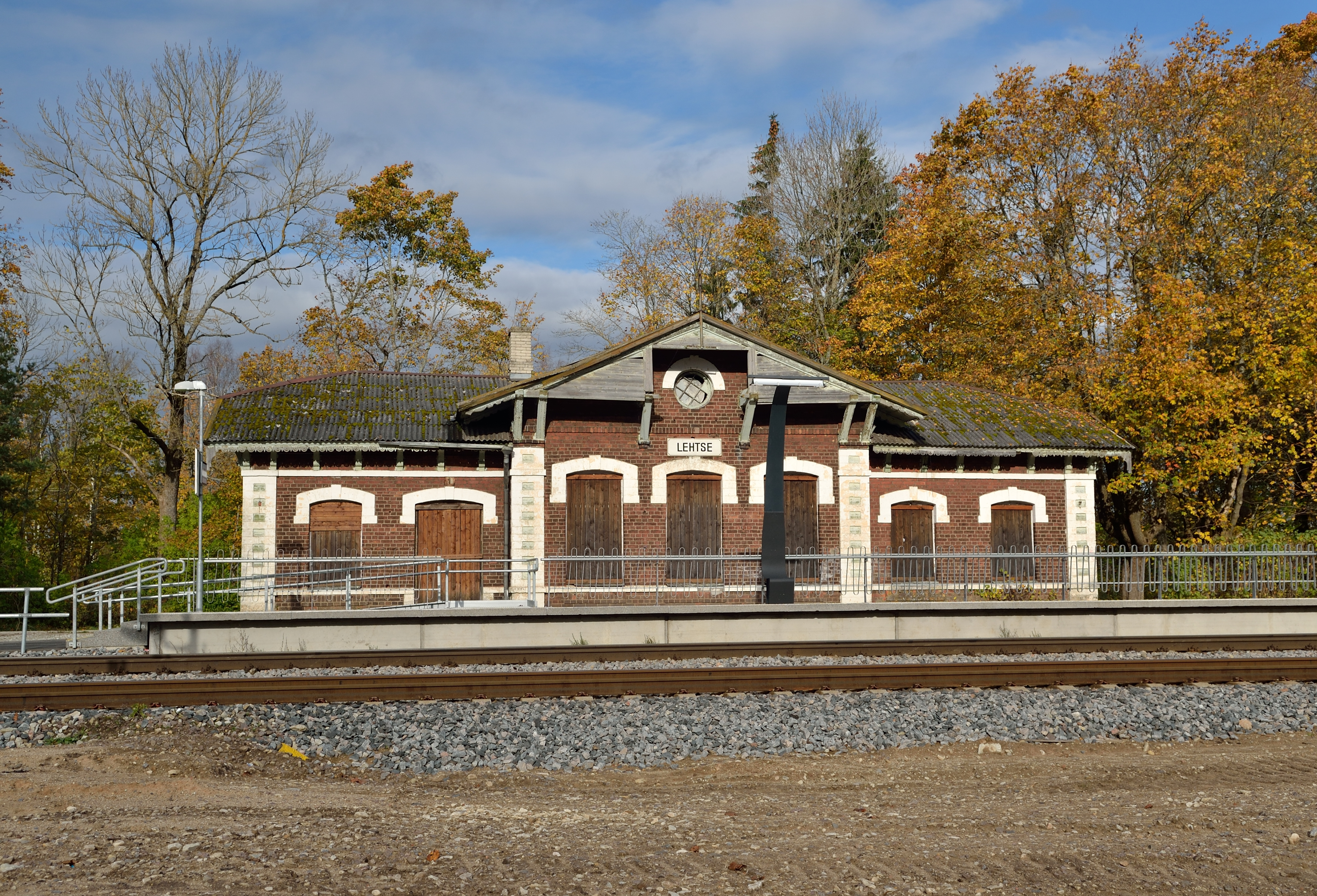
Здание железнодорожного вокзала Лехтсе (памятник культуры)
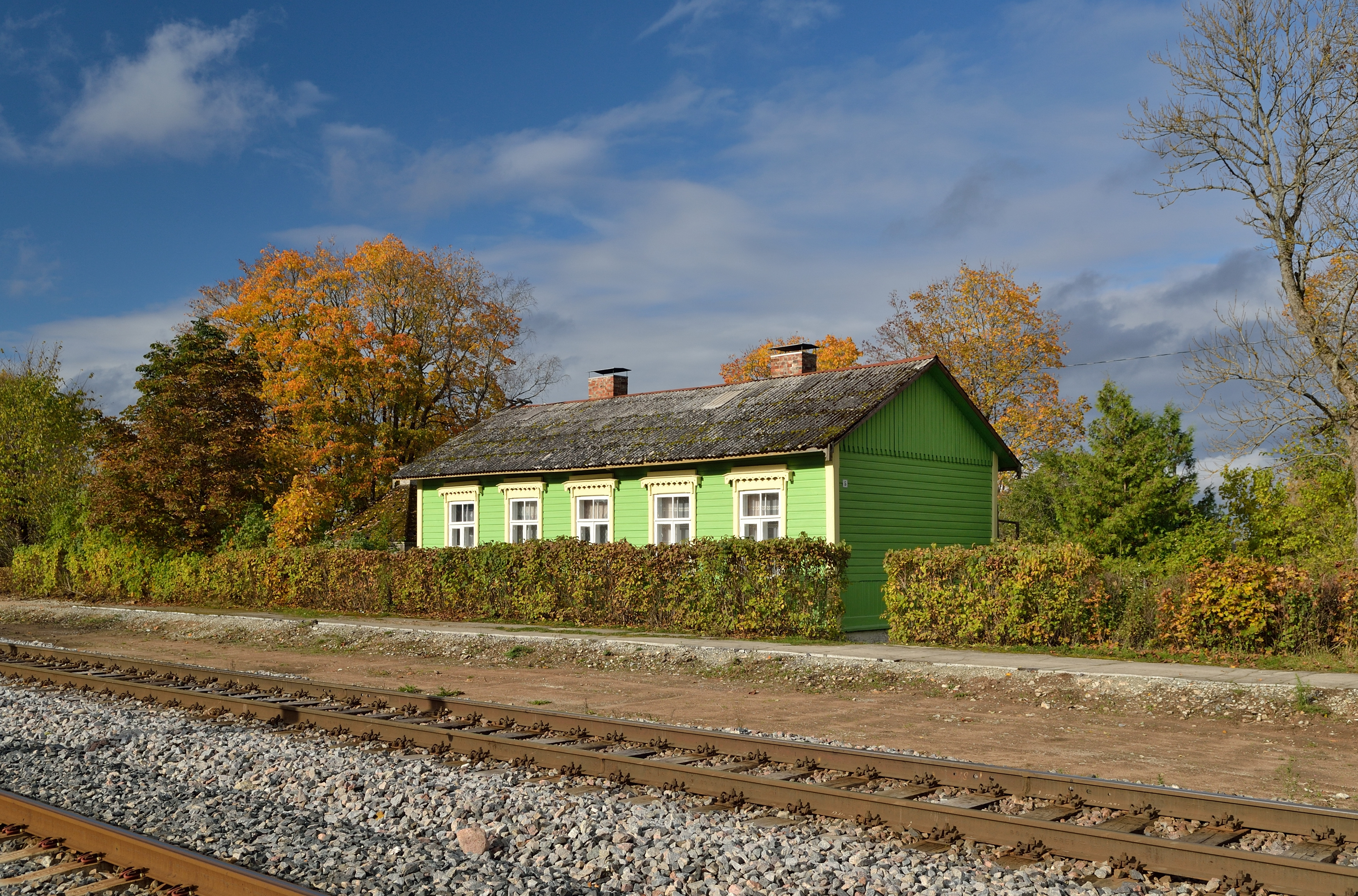
Жилой дом у железнодорожной станции Лехтсе
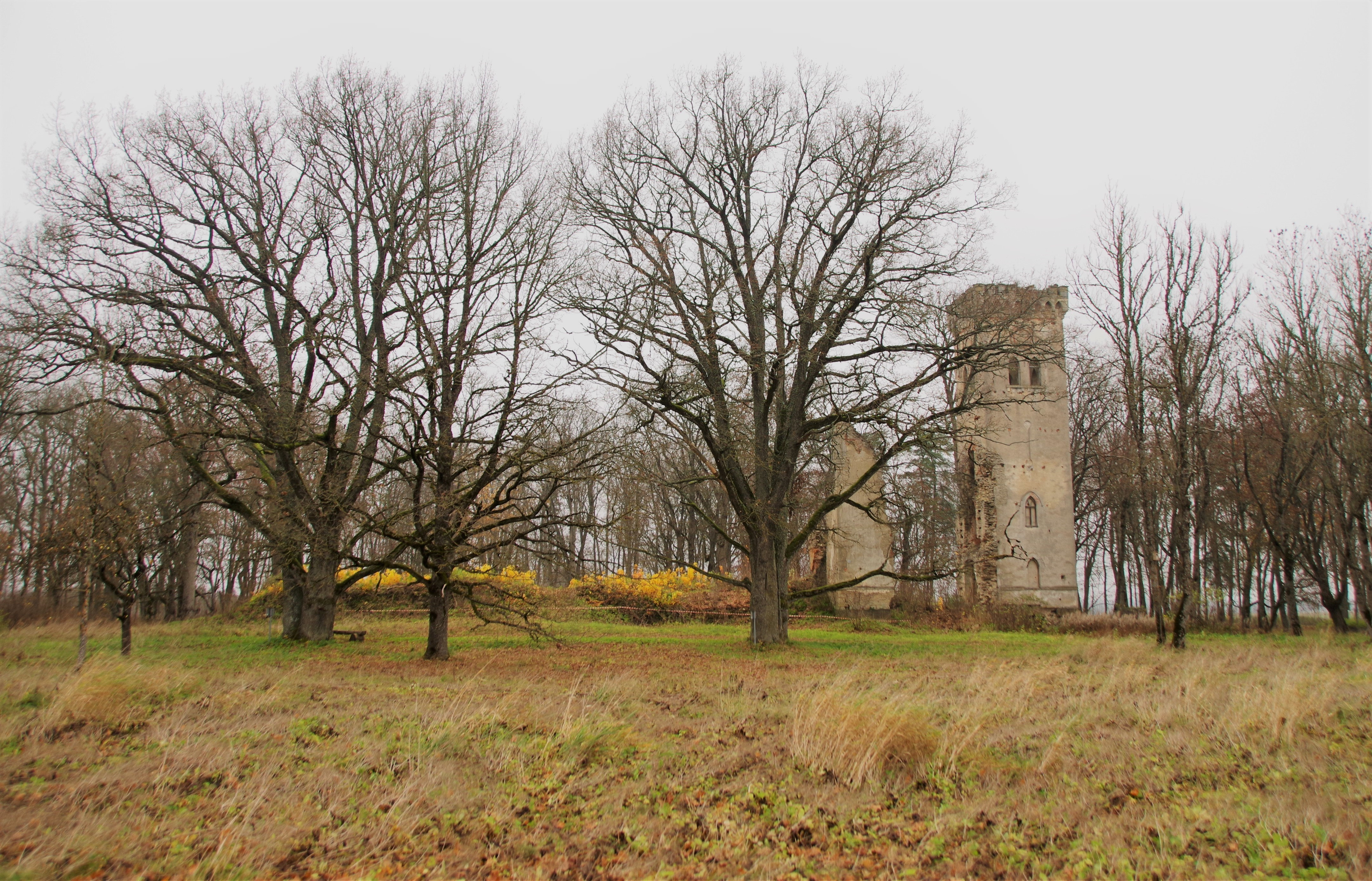
Руины мызы Лехтс (Лехтсе)
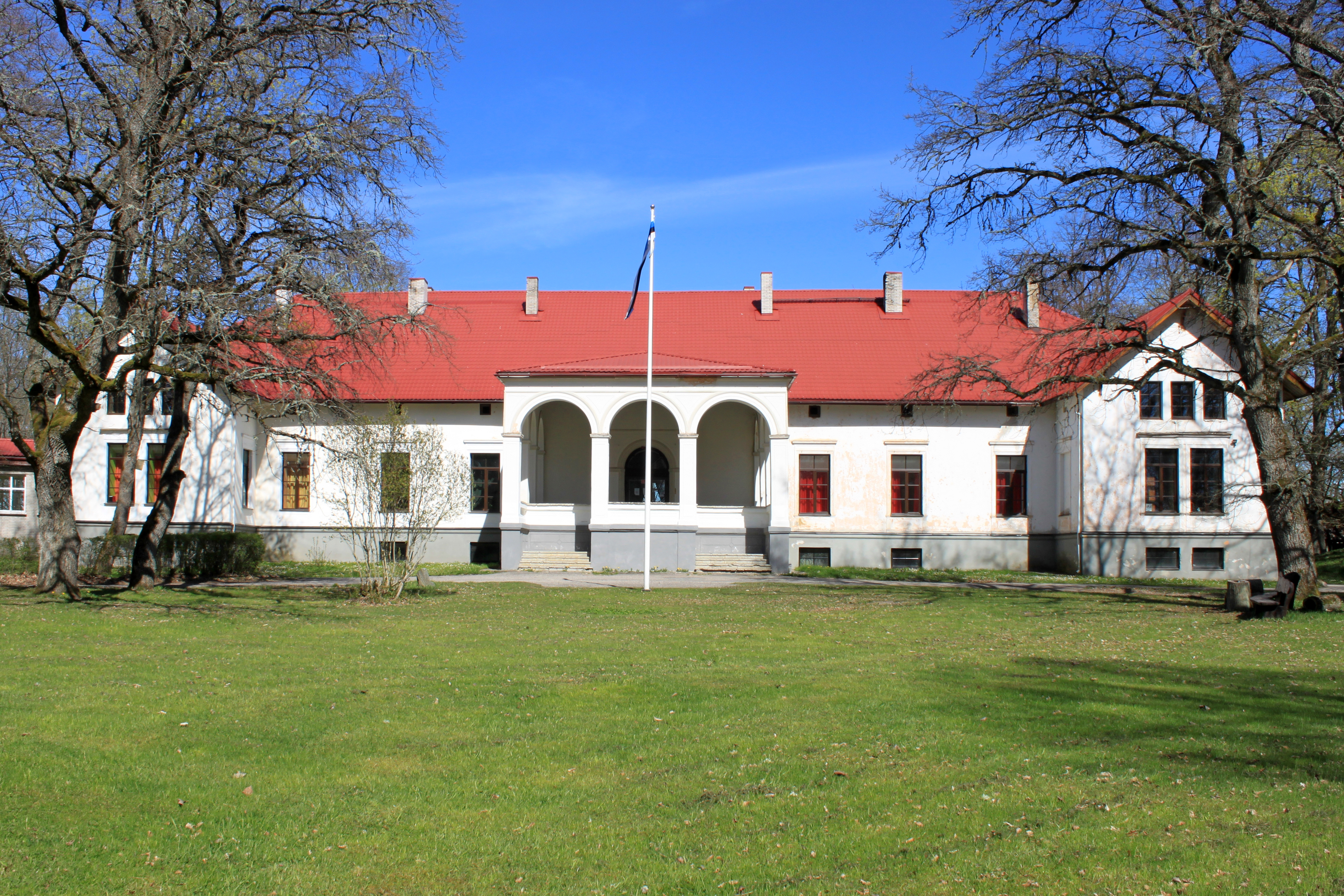
Школа Лехтсе (бывшее главное здание мызы Тойс (Прууна))